# Roberto Ridolfi

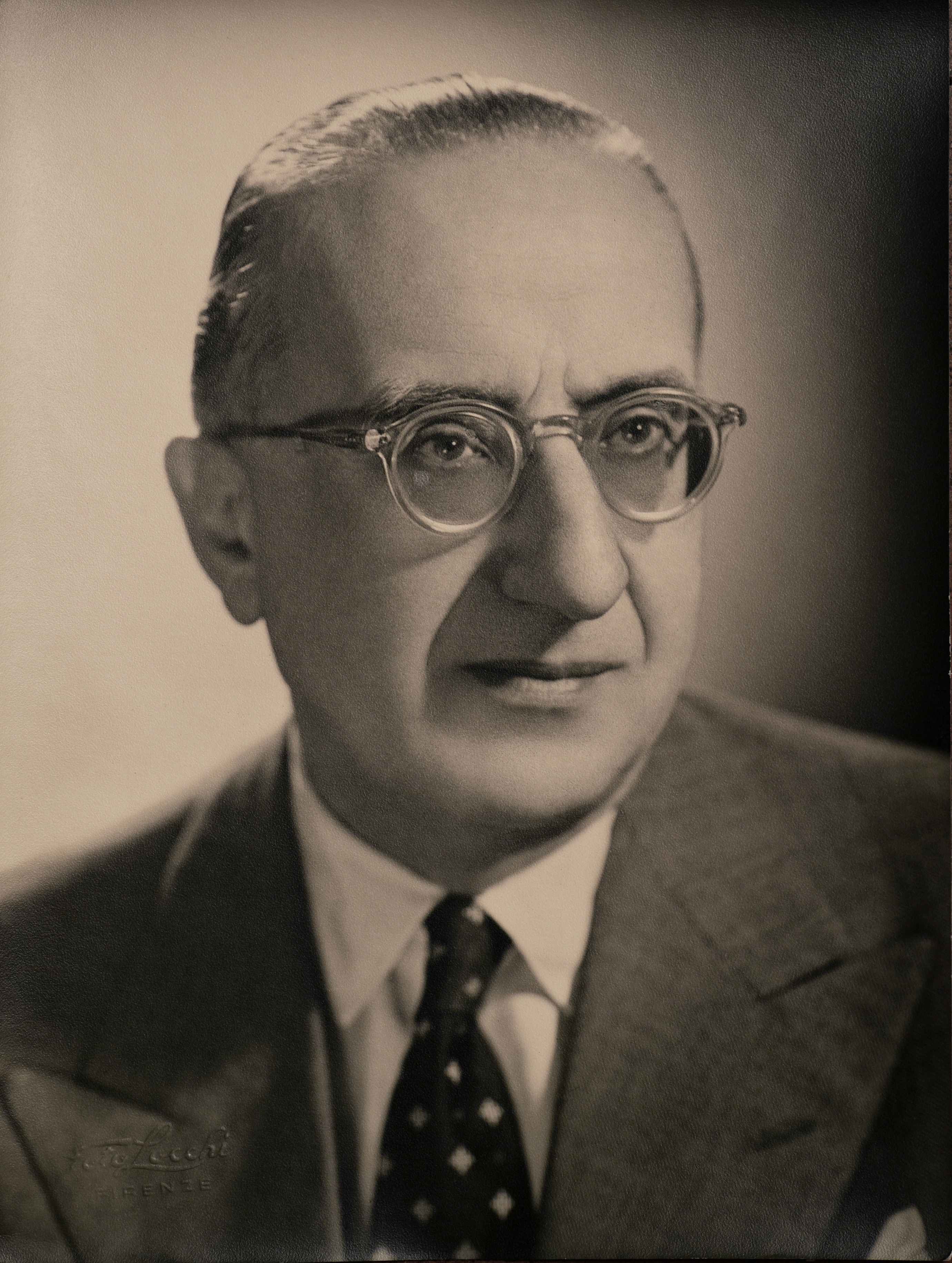
Archivio Famiglia Ridolfi

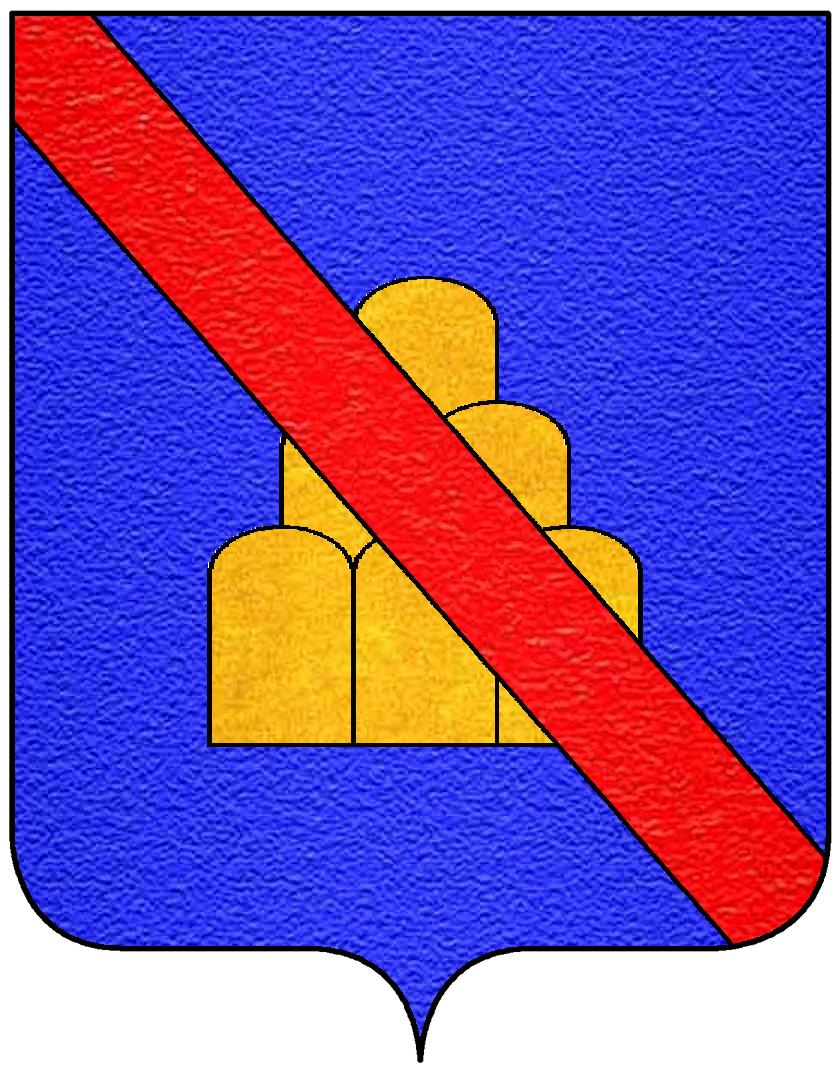
Stemma Ridolfi

(Roberto Ridolfi, Memorie di uno studioso)
Roberto Ridolfi (Firenze, 12 settembre 1899 – Firenze, 28 dicembre 1991) è stato uno storico italiano.

## Biografia
Discendente di una delle più nobili famiglie fiorentine (imparentata strettamente con quella dei Medici), dopo una giovanile parentesi di studi entomologici, si dedicò all'esplorazione dei principali archivi fiorentini, elaborando, attraverso i documenti inediti scoperti, quelle che sono ancora oggi considerate le tre più autorevoli biografie di Francesco Guicciardini, Niccolò Machiavelli e Girolamo Savonarola; biografie che gli valsero la laurea honoris causa dell'Università di Oxford. In tarda età fu autore di preziosi elzeviri pubblicati dal Corriere della Sera e in seguito raccolti in volumetti autonomi.

Questo, brevemente ma efficacemente, egli scrisse di sé stesso:
(Biografie e bibliografie degli accademici lincei, a cura di Roberto Ridolfi, Roma, Bardi, 1976, pp. 1225-1230)
È sepolto a Firenze, nella cappella di famiglia del cimitero di Soffiano. Nel 1990 la sua biblioteca è stata acquisita dalla Cassa di risparmio di Firenze .

## Opere
- L'archivio della famiglia Guicciardini, Firenze, L.S. Olschki, 1931
- Girolamo Savonarola, Le Lettere, ora per la prima volta raccolte e a miglior lezione ridotte da R. Ridolfi, Firenze, L.S. Olschki, 1933
- Gli archivi delle famiglie fiorentine, Firenze, L.S. Olschki, 1934
- Studi savonaroliani, Firenze, L.S. Olschki, 1935
- Il Bargeo e i sonetti contro Fiammetta Soderini, Firenze, Fond. Ginori Conti, 1939
- Le prediche del Savonarola. Cronologia e tradizione del testo, Firenze, Fond. Ginori Conti, 1939
- Genesi della storia d'Italia guicciardiniana, Firenze, L.S. Olschki, 1939
- Opuscoli di storia letteraria e di erudizione (Savonarola, Machiavelli, Guicciardini, Giannotti), Firenze, Bibliopolis (ma L.S. Olschki), 1942
- I Processi del Savonarola, Leo Olschki Editore, Firenze, 1946
- Orologio a pagine, Napoli, Casella, 1951
- Vita di Girolamo Savonarola (2 volumi), Angelo Belardetti Editore, Roma 1952; Sansoni, 1974; VI ed. riveduta, Sansoni, Firenze, 1981; ristampa della VI ed., con note di Eugenio Garin, Le Lettere, Firenze, 1997
- Vita di Niccolò Machiavelli, Angelo Belardetti Editore, Roma, 1954; VII ed. accresciuta e riveduta, Collana Biblioteca di Grandi Saggi, Sansoni, Firenze, 1978; a cura di Giuseppe Cantele, introduzione di Maurizio Viroli, Collana Le Navi, Castelvecchi, Roma, 2014, ISBN 978-88-68-26422-2
- Memorie di uno studioso, Roma, Belardetti, 1956
- Vita di Giovanni Papini, Milano, Mondadori, 1957; nuova edizione Roma, Edizioni di storia e letteratura, 1987 (ristampa 1996)
- Le filigrane dei paleotipi. Saggio metodologico, Firenze, Tip. Giuntina, 1957
- La stampa in Firenze nel secolo XV, Firenze, L.S. Olschki, 1958
- Vita di Francesco Guicciardini, Roma, Belardetti, 1960; nuova ed. Rusconi, Milano, 1982
- Il libro dei sogni, Roma, Belardetti, 1963
- La parte davanti, Firenze, Vallecchi, 1967
- Studi sulle commedie del Machiavelli, Pisa, Nistri Lischi, 1968
- I ghiribizzi, Firenze, Vallecchi, 1968
- Dialogo di un astronauta e di Ludovico Ariosto, Roma, G. Casini, 1969
- I palinfraschi, Firenze, Vallecchi, 1970
- Candido Gino. Celebrazione di Gino Capponi nel centenario della morte, Roma, Accademia Nazionale dei Lincei, 1976
- Le cantafavole, Firenze, Sansoni, 1977
- Studi guicciardiniani, Firenze, Leo S. Olschki, 1978
- Il trittico del risorto, Firenze, Cassa di Risparmio di Firenze, 1979
- L'acqua del Chianti, Milano, Rusconi, 1981
- Lorenzino sfinge medicea, Firenze, SP44, 1983
- Addio alla Baronta, Firenze, Sansoni, 1985
- Incontriamo Ridolfi, a cura di G. Paroli, Brescia, La Scuola, 1987
- Gli ultimi elzeviri. Scrivere senza vedere, Firenze, R. Mascagni, 1989
- La vita aggiunta. Omaggio a Roberto Ridolfi, Firenze, La Nazione, 1991
- Questa è Firenze. Natale 1996, Firenze, [s.n., ma "Accademia Florentia Mater", A. Falciani Libri], 1996
- Prolegomeni ed aggiunte alla Vita di Girolamo Savonarola, Firenze, Sismel, 2000
- Poesia in prosa. Scritti letterari di una vita, in 2 voll., Firenze, Le Lettere, 2002
- Giovanni Papini - Roberto Ridolfi. Carteggio 1939-1956, a cura di Anna Gravina, Roma, Edizioni di Storia e Letteratura, 2006
- Carteggio Luigi Russo Roberto Ridolfi (1954-1961), a cura di Luigi Menconi, Firenze, Edizioni Polistampa, 2019